# 고이아스주 연방대학교

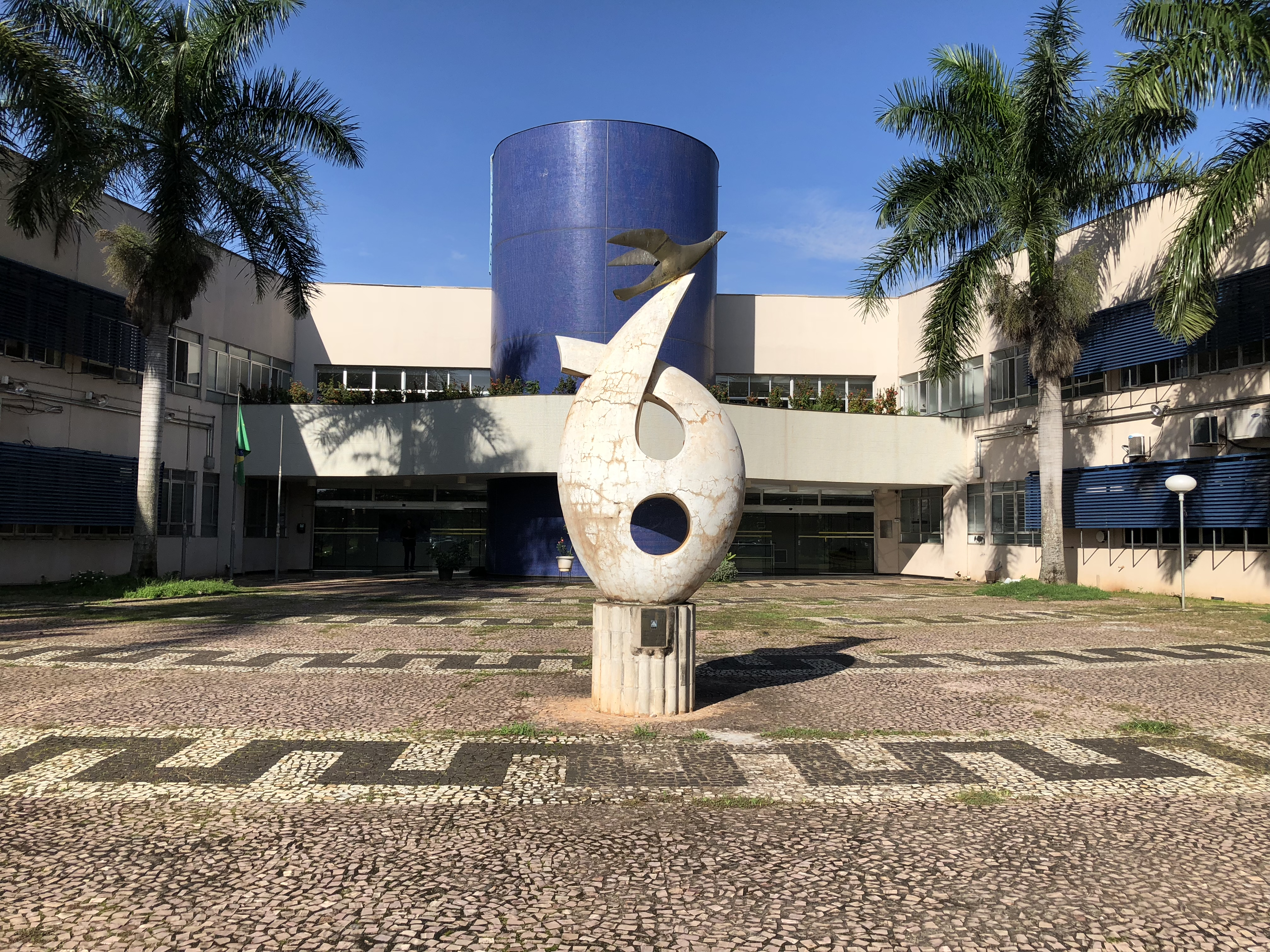

고이아스주 연방대학교 만들기(포르투갈어: Universidade Federal de Goiás, 약어 UFG)는 브라질 중서부 지방 고이아스주의 주도 고이아니아에 위치한 공립 대학교로, 브라질과 라틴 아메리카의 최대의 대학 중의 하나이다. 약 25,000명의 등록된 학생이 있다.